# Piero Sraffa
Piero Sraffa (n. 5 august 1898 – d. 3 septembrie 1983) a fost un economist italian, fondator al Școlii neo-ricardiene.
1. 1 2  Piero (Pietro) Sraffa, Brockhaus Enzyklopädie, accesat în 9 octombrie 2017
2. 1 2  Piero Sraffa, SNAC, accesat în 9 octombrie 2017
3. 1 2 3  Autoritatea BnF, accesat în 10 octombrie 2015
4. ↑  Piero Sraffa, Hrvatska enciklopedija[*]
5. ↑  CONOR.SI[*] Verificați valoarea |titlelink= (ajutor)
6. ↑  PICASSO DOCTEUR MAIS ABSENT (în franceză), Le Monde, 27 noiembrie 1972, p. 4